# مارتين برايثوايت
مارتين كريستينسن برايثوايت (بالدنماركية: Martin Christensen Braithwaite؛ مواليد 5 يونيو 1991) لاعب كرة قدم دنماركي يلعب كمهاجم لنادي إسبانيول الناشط في الدوري الإسباني.

## الإنجازات
برشلونة
- كأس ملك إسبانيا: 2020–21[3]

## روابط خارجية
- مارتين برايثوايت على موقع الاتحاد الدولي (مؤرشف)  (الإنجليزية)
- مارتين برايثوايت على موقع الاتحاد الأوربي (الإنجليزية)
- مارتين برايثوايت على موقع إي إس بي إن إف سي (الإنجليزية)
- مارتين برايثوايت على موقع قاعدة بيانات كرة القدم.إي يو (الإنجليزية)
- مارتين برايثوايت على موقع ليكيب (الفرنسية)
- مارتين برايثوايت على موقع ناشيونال فوتبول تيمز (الإنجليزية)
- مارتين برايثوايت على موقع Soccerbase.com (لاعب) (الإنجليزية)
- مارتين برايثوايت على موقع Soccerway.com (الإنجليزية)
- مارتين برايثوايت على موقع عالم كرة القدم.نت (الإنجليزية)
- مارتين برايثوايت على موقع AS.com (الإسبانية)